# Curimopsis ehimensis
Curimopsis ehimensis is een keversoort uit de familie pilkevers (Byrrhidae). De wetenschappelijke naam van de soort is voor het eerst geldig gepubliceerd in 2006 door Kitano & Sakai.